# Thank Goodness You’re Here!
Thank Goodness You’re Here! (с англ. — «Слава Богу, ты здесь!») — компьютерная игра в жанре приключения, разработанная компанией Coal Supper и изданная компанией Panic. Игра выпущена 1 августа 2024 года. В ней игрок берёт на себя роль бродячего торговца, который выполняет странные работы для жителей причудливого городка в Северной Англии. Игра доступна на Windows, macOS, PlayStation 4, PlayStation 5 и Nintendo Switch. Она получила положительные отзывы от критиков, похваливших её абсурдистский юмор.

## Сюжет
Персонаж игрока, очень маленький лысеющий торговец, отправляется своим работодателем в вымышленный североанглийский город Барнсворт (англ. Barnsworth) на встречу с лорд-мэром города. Секретарь мэра объясняет, что мэр на совещании и не будет готов его принять ещё в течение нескольких часов, поэтому персонаж игрока исследует город и решает проблемы эксцентричных жителей — например, помогает человеку вытащить руку из канализационной решётки или доставляет мясо из мясной лавки в кондитерскую — чтобы скоротать время. По мере развития сюжета выходки жителей постепенно становятся всё более причудливыми и ненормальными. Под конец игры персонаж игрока, измотанный просьбами местных жителей о помощи, возвращается в офис мэра, но там узнаёт, что и мэр тоже хочет того, чтобы он помог ему с поручением.
В качестве альтернативы игрок может выбрать ожидание в приёмной мэра в течение всего времени. После 15 минут ожидания мэр заканчивает свои дела раньше времени и позволяет игроку встретиться с ним, после чего просит помочь ему с поручением.

## Разработка и выпуск
Thank Goodness You’re Here! разработана компанией Coal Supper, инди-студией из Йоркшира, состоящей из двух человек. Вымышленное место действия игры Барнсворт в некоторой степени основано на Барнсли, родном городе разработчиков. Ранее дуэт самостоятельно издал The Good Time Garden, бесплатную сюрреалистическую приключенческую игру. Игра Thank Goodness You’re Here! сделана на игровом движке Unity. Она была издана компанией Panic, издателем программного обеспечения и видеоигр из Портленда (штат Орегон), среди предыдущих проектов которого Firewatch (2016) и Untitled Goose Game (2019). 1 августа было выбрано в качестве даты выпуска для того, чтобы совпасть с Днём Йоркшира. Thank Goodness You’re Here! стала официальным выбором 2024 года на Лондонском фестивале игр и фестивале «Трайбека».

## Отзывы
| Сводный рейтинг       | Сводный рейтинг                        |
| Агрегатор             | Оценка                                 |
| --------------------- | -------------------------------------- |
| Metacritic            | Win: 90/100 Switch: 84/100 PS5: 84/100 |
| Иноязычные издания    |                                        |
| Издание               | Оценка                                 |
| Eurogamer             | 5/5                                    |
| GameSpot              | 9/10                                   |
| Hardcore Gamer        | 4.5/5                                  |
| Nintendo Life         | 9/10                                   |
| Nintendo World Report | 9/10                                   |
| Push Square           | 8/10                                   |
| Shacknews             | 9/10                                   |
| The Guardian          | 5/5                                    |
| TheGamer              | 4/5                                    |
| Русскоязычные издания |                                        |
| Издание               | Оценка                                 |
| StopGame.ru           | Изумительно                            |

По данным агрегатора рецензий Metacritic, Thank Goodness You’re Here! получила «всеобщее признание» для Windows и «в целом благоприятные» отзывы для Switch и PlayStation 5.
Издания Eurogamer и GameSpot похвалили абсурдистский юмор игры.

### Награды и номинации
Игра вошла в длинный список из девяти наград на 21-й церемонии вручения наград Британской академии игр.
| Год  | Церемония                   | Категория                                     | Результат           | Примечания    |
| ---- | --------------------------- | --------------------------------------------- | ------------------- | ------------- |
| 2024 | Golden Joystick Awards      | Лучшая инди-игра                              | Номинация           | [ 20 ] [ 21 ] |
| 2024 | Golden Joystick Awards      | Лучший исполнитель второго плана (Мэтт Берри) | Номинация           | [ 20 ] [ 21 ] |
| 2025 | New York Game Awards        | Премия Off Broadway Award за лучшую инди-игру | Ожидается           | [ 22 ]        |
| 2025 | 28th Annual D.I.C.E. Awards | Выдающееся достижение в постановке игры       | Ожидается           | [ 23 ]        |
| 2025 | 28th Annual D.I.C.E. Awards | Выдающееся достижение в создании истории игры | Ожидается           | [ 23 ]        |
| 2025 | Independent Games Festival  | Гран-при Шимуса Макнелли                      | Ожидается           | [ 24 ]        |
| 2025 | Independent Games Festival  | Превосходство в аудио                         | Ожидается           | [ 24 ]        |
| 2025 | Independent Games Festival  | Превосходство в повествовании                 | Почётное упоминание | [ 24 ]        |
| 2025 | Independent Games Festival  | Превосходство в визуальном искусстве          | Ожидается           | [ 24 ]        |